# سرخوی شمالی
سرخوی شمالی (نام علمی: Lutjanus campechanus) نام یک گونه از تیره سرخوماهیان است.

## نگارخانه

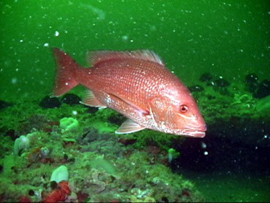
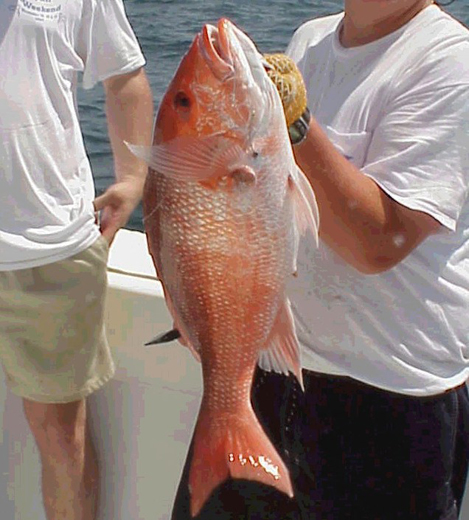
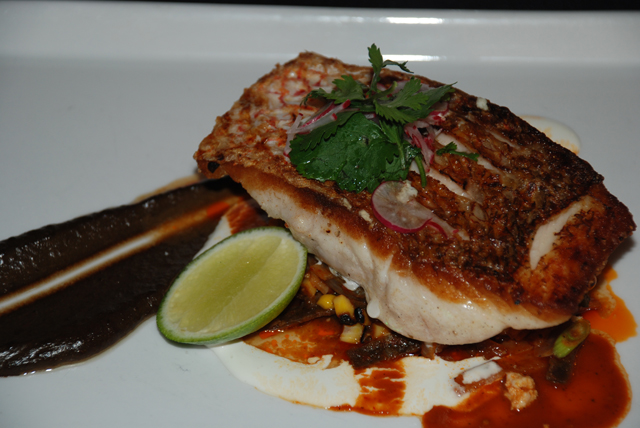